# Ouvrage de La Salmagne
Le fort de La Salmagne, appelé ensuite l'ouvrage de La Salmagne, est un fort du système Séré de Rivières, puis un ouvrage fortifié de la ligne Maginot, situé dans la commune de Vieux-Reng, dans le département du Nord.
C'est un petit ouvrage d'infanterie (de quatrième classe) comptant deux blocs. Construit à partir de 1934, l'ouvrage a été abîmé par les combats de mai 1940.

## Position sur la ligne
L'ouvrage de La Salmagne se trouve au milieu du secteur fortifié de Maubeuge ; il forme avec l'ouvrage de Bersillies le centre de la ligne de résistance protégeant Maubeuge de part et d'autre de la Sambre. L'ouvrage est flanqué d'une part à l'ouest par l'ouvrage de Bersillies (lui aussi équipé d'une tourelle), d'autre part au sud-est par la casemate d'intervalle de l'Épinette.
Bien qu'il soit en partie protégé par la tourelle de l'ouvrage voisin, aucun ouvrage d'artillerie ne le couvre de ses tirs.

## Description
L'ouvrage est érigé sur l'ancien fort de la Salmagne. Une galerie souterraine relie les deux blocs.
Le bloc 1 sert de casemate cuirassée d'infanterie. Il est armé avec une tourelle pour deux armes mixtes, deux cloches d'arme mixte et une cloche GFM B (guetteur et fusil mitrailleur).
Le bloc 2 sert d'entrée et de casemate d'infanterie flanquant vers l'est. Il est armé avec un créneau mixte pour JM/AC 47 (jumelage de mitrailleuses et canon antichar de 47 mm), un autre créneau pour jumelage de mitrailleuses, une cloche d'arme mixte, deux cloches GFM B (dont l'un sert d'observatoire avec un périscope) et une cloche lance-grenades.

## Histoire
Le marché de la construction est daté du 5 novembre 1934, pour un prix tout compris de 6 200 000 francs de l'époque.
Pendant la bataille de France, les ouvrages et casemates au nord-est de Maubeuge sont attaqués par l'arrière : les forces allemandes ont percé plus au sud près de Solre-le-Château dès le 16 mai 1940 (par la 7. PzD) et la ville de Maubeuge est prise le 18 mai (par une Kampfgruppe de la 5. PzD puis par la 28. ID). Les 19 et 20 mai, l'ouvrage de La Salmagne est bombardé par des Stukas.
Le 22 mai, la reddition du blockhaus STG d'Élesmes permet aux Allemands de mettre des pièces de 150 mm face à la façade arrière ainsi que dans l'axe des créneaux du bloc 2, mais hors de portée des armes de l'ouvrage. Après plusieurs tirs, le créneau mixte est enfoncé à coup d'obus, le canon antichar est détruit et un caporal est tué ; le créneau FM de la caponnière à gauche de l'entrée est percé. Le bloc 2 est évacué vers 15 h.
Peu après, c'est le bloc 1 qui reçoit des tirs, martelant sa façade nord-est et détruisant les bouches de ventilation. Les dessus sont ensuite couverts par l'infanterie allemande, qui neutralisent la tourelle avec une charge explosive.
Les armes détruites et l'équipage en train de s'asphyxier, le commandant français se rend vers 20 h 30.

## Accès
L'ouvrage est au milieu de l'ancien fort de La Salmagne, au nord-ouest de la route D 28 entre Élesmes et Vieux-Reng. Géré par l'Association des amis de la forteresse du secteur fortifié de Maubeuge, le site est visitable dans son intégralité. 

## Musée
Le fort est devenu un musée, il s'agit du dernier et seul fort de la ligne Maginot à être devenu un musée intégralement visitable entre Dunkerque et les Ardennes. L'association Amifort (Association des Amis de la forteresse du secteur fortifié de Maubeuge) assure bénévolement  l'accueil lors de la réouverture saisonnière et l'entretien. 